# خالد الأسعد
خالد الأسعد (1 يناير 1934 - 18 أغسطس 2015) عالِم آثار سوري، شغل منصب مدير آثار ومتاحف تدمر بين عامي 1963-2003.
عمل مع عدة بعثات أثرية أمريكية وفرنسية وألمانية وإيطالية وغيرها خلال سنوات عمله الطويلة، ونال عِدة أوسمة محلية وأجنبية. وكان يتحدث عدة لغات أجنبية بالإضافة لإتقانه اللغة الآرامية (لغة سورية الطبيعية قبل آلاف السنيين) وكان له حوالي 40 مؤلفاً عن الآثار في تدمر وسوريا والعالم.

## الأعمال[8]
1962-1963: رئيس دائرة الحفريات في المديرية العامة للآثار والمتاحف في وزارة الثقافة.
1963-2003: مدير آثار ومتاحف تدمر في المديرية العامة للآثار والمتاحف.
كان رئيساً أو مشاركاً في بعثات التنقيب والترميم العاملة بتدمر وبعثات أجنبية ووطنية ومشتركة، كالمشروع الإنمائي التدمري خلال الفترة بين 1962-1966، حيث اكتشف القسم الأكبر من الشارع الطويل وساحة المصلبة (التترابيل) وبعض المدافن والمغائر والمقبرة البيزنطية في حديقة متحف تدمر واكتشاف مدفن بريكي بن أمريشا (عضو مجلس الشيوخ التدمري).
- مدير البعثة الوطنية للتنقيب والترميم في تدمر وباديتها.
- مدير الجانب السوري في جميع البعثات السورية والأجنبية المشتركة العاملة في تدمر (السويسرية - الأمريكية - البولونية - الفرنسية – الألمانية).

## العمل في المؤسسات الدولية أو الإقليمية أو العربية[8]
خبير وطني لتطوير السياحة الثقافية، برنامج CDTP للتطوير الأثري في موقع تدمر، في مشروع مشترك بين المديرية العامة للآثار والمتاحف ووزارة السياحة واليونيسكو، بتمويل من الاتحاد الأوروبي.
خبير وطني، برنامج الإدارة المحلية MAM، في مشروع مشترك بين المديرية العامة للآثار والمتاحف ووزارة الإدارة المحلية والمفوضية الأوروبية.

## مشاركات دولية[8]
معارض الآثار والندوات، والمؤتمرات العلمية، والندوات في إيطاليا، واليونان، والنمسا، والهند، وإيران، وبريطانيا.
عام 1988 عثر على منحوتة حسناء تدمر الرائعة الجمال، وكذلك مدفن أسرة بولحا بن نبو شوري، ومدفن أسرة زبد عته، ومدفن بورفا وبولحا، ومدفن طيبول؛ كما أشرف على ترميم بيت الضيافة عام 1991م، وكان له الشرف مع البعثة الوطنية الدائمة للتنقيب والترميم في تدمر بإعادة بناء أكثر من 400 عمود كاملاً من أروقة الشارع الطويل ومعبد بعلشمين ومعبد اللات وأعمدة ومنصة وادراج المسرح، وكذلك الأعمدة التذكارية الخمسة المعروفة، إضافة لإعادة بناء المصلبة وأعمدتها الستة عشرة الغرانيتية لمدخل حمامات زنوبيا، ومحراب بعلشمين، وجدران وواجهات السور الشمالي للمدينة، وترميم أجزاء كبيرة من أسوار وقاعات وأبراج، وممرات القلعة العربية (قلعة فخر الدين) وتركيب جسر معدني فوق خندقها وافتتاحها للزوار؛ ثم ترميم السوار الخارجية والأبراج في قصر الحير الشرقي بطول 3000 متراً بارتفاع وسطي 3 أمتار وإعادة بناء 20 عمود مع تيجانها في الجامع (جامع هشام)، إضافة لبناء بيت الضيافة في الموقع عام 1966م، وقام بربط الموقع بطريق اسفلتي معبدة عام 2000م.

## الدراسات والأبحاث[8]
"تدمر (أثرياََ _تاريخياً_سياحياً) بالتعاون مع عدنان البني, 1984
"مرحباً بكم في تدمر: الدليل السياحي الأول عن تدمر"، مع عبيد طه، نُشر بخمس لغات، 1966م.
"قصر الحير الشرقي: مدينة في الصحراء"، بالانكليزية بالتعاون مع البعثة الأمريكية في تدمر وجامعة ميتشيغان، 1978م.
"تدمر أثرياً وتاريخياً وسياحياً"، مع الدكتور عدنان البني، نُشر بست لغات، 1984 م.
"المدفن رقم 36"، بالتعاون مع أندرياس شميدت كولينيه من البعثة الألمانية في تدمر وجامعة فيينا، باللغة الألمانية، 1994 م.
"سورية في العهد البيزنطي والإسلامي"، مشاركة في الإعداد، صدر بالألمانية في ألمانيا والنمسا، 1993م.
"المنحوتات التدمرية"، بالمشاركة مع آنا سادورسكا وعدنان البني بالتعاون مع البعثة البولونية، باللغة الفرنيسة، 1994 م.
"الكتابات التدمرية واليونانية واللاتينية في متحف تدمر"، بالمشاركة مع ميشيل غافليكوفسكي، باللغة الإنكليزية، 1997م.
"دراسة أقمشة المحنطات والمقالع التدمرية"، بالمشاركة مع أندرياس شميدت كولينيه، باللغة الألمانية، 2000م.
"أهم الكتابات التدمرية في تدمر والعالم"، بالمشاركة مع جان-بابتيست يون، باللغة الفرنسية، 2001م.
Insecriptions de Palmyre ,Promenodes epigraphiques doms laville an-tique de Palmyre IFAPO 2001
"آغورا تدمر"، بالمشاركة مع جاكلين دنزر وكريتيان دلبلاس، باللغة الفرنسية، 2005م.
"زنوبيا ملكة تدمر والشرق"، بالمشاركة مع البروفيسور فيين أوفه ويدبرغ هانسن جامعة أورهوس، الدنمارك، باللغات العربية والفرنسية والإنكليزية، والبولندية 2006م.
مخطوط بعنوان "قبائل البدو في منطقة تدمر"، 1966م.
مخطوط "النبات والبدو في قصر الحير الشرقي"، 1966م.
مشاركة في الموسوعة الجغرافية السورية "تدمر وباديتها "، 1995م.
مشاركة في الموسوعة العربية السورية "أفقا تدمر"، 1999م.
مخطوط "كيف تتعلم الكتابة التدمرية والآرامية"، لم يطبع.

## المقالات المنشورة[8]
مجموعة دراسات وأبحاث أثرية وتاريخية حول تدمر وآثارها والمكتشفات الأثرية فيها، نشرها في عدة أعداد من مجلة الحوليات الأثرية السورية، في الأعوام 1965-2006م.
مجموعة دراسات تاريخية وفنية مقارنة في كتالوجات معارض الآثار السورية حول العالم، تتعلق بالقطع الأثرية التدمرية المشاركة في معارض دولية، في بولونيا، وفرنسا، وإيطاليا، واليونان، واليابان، في الأعوام 1975-2003م.

## الجوائز[8]
- وسام الاستحقاق برتبة فارس من رئيس الجمهورية الفرنسية.
- وسام الاستحقاق برتبة فارس من رئيس جمهورية بولونيا.
- وسام الاستحقاق من رئيس الجمهورية التونسية.

## الوفاة
في 18 أغسطس 2015 قام تنظيم الدولة الإسلامية (داعش) بإعدام الأسعد بقطع رأسه، وتعليق جُثته على عمود كهربائي في شوارع مدينة تدمر، بعد أن اتهمه بالعمالة للدولة السورية، والارتداد عن الدين الإسلامي لعبادة الأصنام.

## آخر كلماته
بعد أن خاب أمل تنظيم الدولة الإسلامية(داعش) في جعل خالد الأسعد يعترف بمكان الكنوز الثمينة التي خبأها بعد أن أنقذها من متحف تدمر وقبل إعدامه قال جملته الأخيرة:
"نخلات تدمر لا تنحني"